# August Ferdinand Axt

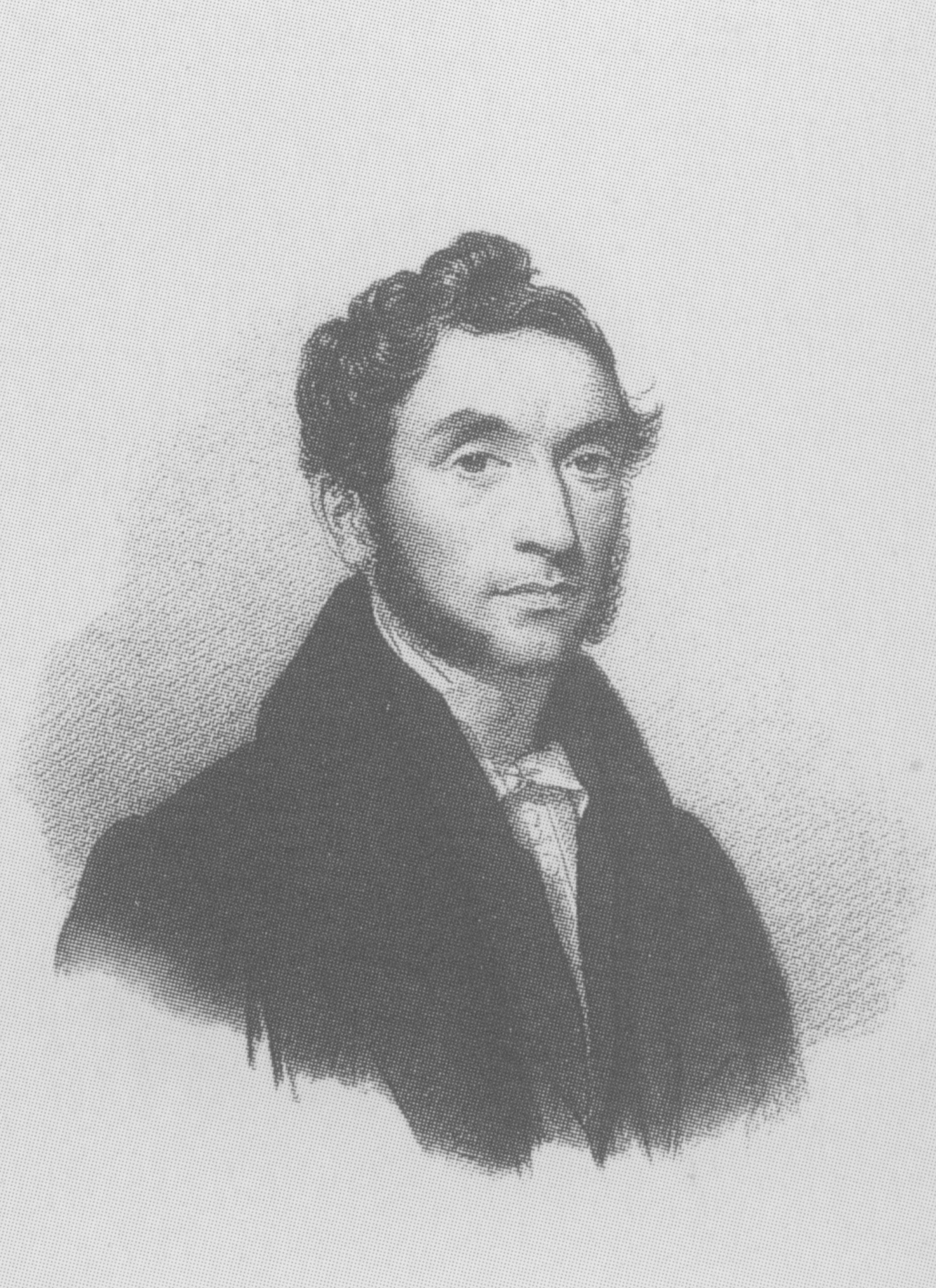
August Ferdinand Axt, Bild von Carl Lutherer

August Ferdinand Axt (* 21. November 1796 in Dresden; † 23. Juni 1855 in Niederstriegis) war ein deutscher evangelischer Pfarrer.

## Leben
Der Sohn von Karl Friedrich Axt (1757–1834), der in Dresden Lazarettprediger und Pfarrer an der Annenkirche gewesen war, besuchte die Dresdner Kreuzschule und von 1811 bis 1816 das Gymnasium in Schulpforta. Nach einem Studium der Evangelischen Theologie wurde er 1827 Pfarrer im erzgebirgischen Städtchen Oberwiesenthal. Seine Vorstellungsrede wurde durch Karl Heinrich Gottfried Lommatzsch unter dem Titel Vorstellungsrede am 21. Januar 1827 dem Probetage des zum Pfarramte zu Wiesenthal berufenen Herrn Candidaten des Predigeramtes August Ferdinand Axt gehalten in Druck gebracht. Als Vertreter des 12. städtischen Wahlkreises war er Abgeordneter der II. Kammer des ersten konstitutionellen Sächsischen Landtags, der 1833/34 stattfand. Hier gehörte er mit Heinrich Adolph Haußner zu den Begründern der entschieden liberalen Partei. Während dieser Zeit wurde er in seiner Pfarrstelle durch die Vikare Carl Christian Ehregott Raschig und Friedrich Hermann Leo vertreten. 1841 wurde er als Pfarrer nach Niederstriegis versetzt, wo er 1849/50 den Neubau der Kirche durchführen ließ, nachdem er sich bereits 1844 von Woldemar Hermann einen später nicht realisierten Entwurf erstellen ließ. Von Axt wird berichtet, dass er ein so beliebter Kanzelredner war, dass die Zuhörer in der alten kleineren Niederstriegiser Kirche mit Leitern an den Kirchenfenstern standen, um ihm zuhören zu können.